# Nigrobaetis
Nigrobaetis is een geslacht van haften (Ephemeroptera) uit de familie Baetidae.

## Soorten
Het geslacht Nigrobaetis omvat de volgende soorten:
- Nigrobaetis acinaciger
- Nigrobaetis arabiensis
- Nigrobaetis atagonis
- Nigrobaetis bacillus
- Nigrobaetis bethuneae
- Nigrobaetis candidus
- Nigrobaetis chocoratus
- Nigrobaetis clivosus
- Nigrobaetis colonus
- Nigrobaetis cryptus
- Nigrobaetis digitatus
- Nigrobaetis facetus
- Nigrobaetis gombaki
- Nigrobaetis gracilentus
- Nigrobaetis gracilis
- Nigrobaetis harasab
- Nigrobaetis kars
- Nigrobaetis laetificus
- Nigrobaetis minutus
- Nigrobaetis mirabilis
- Nigrobaetis mundus
- Nigrobaetis niger
- Nigrobaetis numidicus
- Nigrobaetis rhithralis
- Nigrobaetis sacishimensis
- Nigrobaetis taiwanensis
- Nigrobaetis talasi
- Nigrobaetis tatuensis
- Nigrobaetis terminus
- Nigrobaetis vuatazi